# Achaea infinita
Achaea infinita is een vlinder van de familie van de spinneruilen (Erebidae). De wetenschappelijke naam van deze soort is voor het eerst voorgesteld als Ophisma infinita door Achille Guenée in een publicatie uit 1852.

## Verspreiding
De soort komt voor in het Afrotropisch gebied waaronder Kaapverdië, Eritrea, Kenia, Tanzania, Zimbabwe, Zuid-Afrika, Madagaskar, Réunion en Mauritius.

## Waardplanten
De rups leeft op Phyllanthus phillyreifolius Poir. (Phyllanthaceae), Rubus rosifolius var. rosifolius (Rosaceae).